# Medusa Rondanini

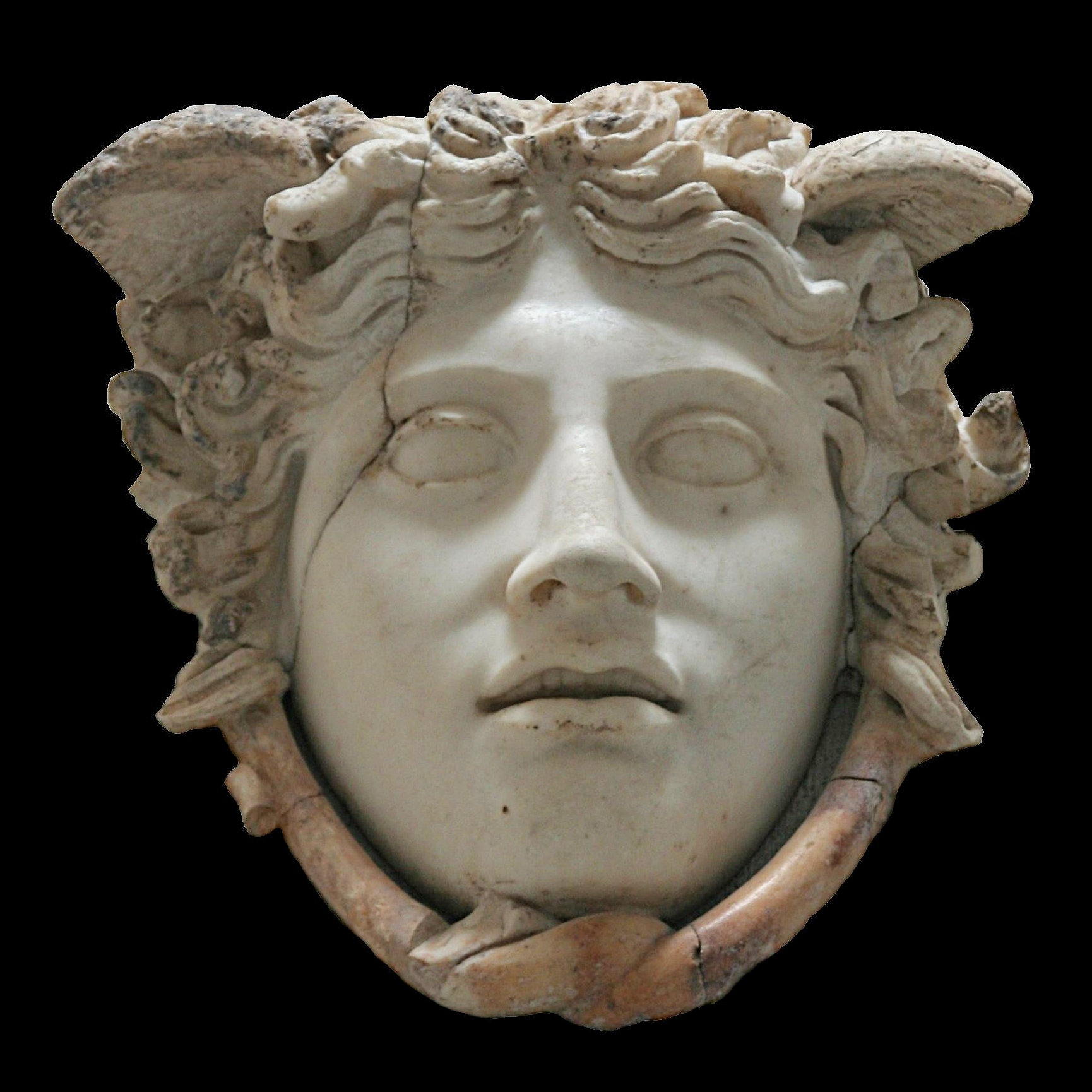
La Medusa Rondanini, marmo (a. 0,29 m)

La Medusa Rondanini è una statua di marmo raffigurante la testa della Medusa, probabilmente copia tardo-ellenistica o augustea di un originale greco di epoca classica o ellenistica andato perduto. Eseguita a grandezza superiore al naturale, la testa della Medusa è raffigurata più bella e umanizzata di quella apotropaica e sempre grottesca che appariva come Gorgoneion sull'egida di Atena. La Medusa Rondanini si trova nella Gliptoteca di Monaco di Baviera, in Germania, essendo stata acquistata dal re Ludovico di Baviera, amante dell'arte, dagli eredi del marchese Rondanini, durante il suo Grand Tour dell'Italia come principe.

## Storia

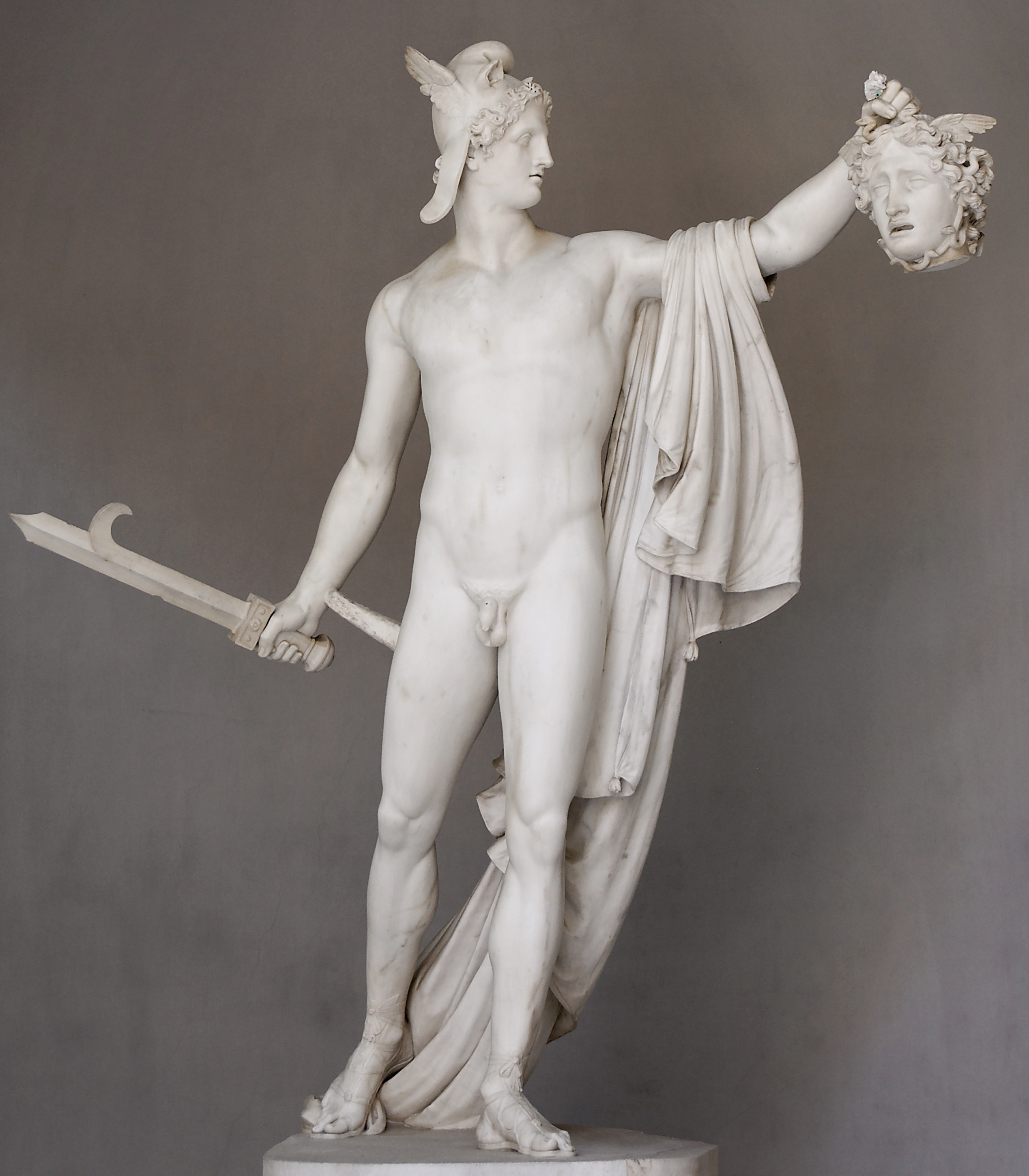
Perseo con la testa della Medusa, di Antonio Canova, 1798-1801 (Musei Vaticani, Roma

La Medusa Rondanini fu in precedenza esposta a Palazzo Rondanini nella parte superiore di via del Corso, a Roma, dove era trascurata dal grande storico dell'arte Johann Joachim Winckelmann, forse distratto dalla Pietà Rondanini di Michelangelo nella stessa collezione. Fu molto ammirata, nondimeno, da Goethe, che fu colpito dal suo "indicibile angoscioso sguardo di morte" e disse di essa, portandola per la prima volta all'attenzione degli storici dell'arte nel 1786, che "la mera conoscenza che una tale opera abbia potuto essere creata ed esista ancora nel mondo fa di me due volte la persona che ero." Quando Antonio Canova realizzò il marmo Perseo con la testa della Medusa (1798-1801), che doveva prendere il posto dell'Apollo del Belvedere mandato nella Parigi di Napoleone, fu la Medusa Rondanini a servire da modello per la testa delle gorgone nella mano allungata di Perseo.
La Medusa Rondanini potrebbe essere una copia di un'opera classica del V secolo a.C., un modello attribuito ad uno o ad un altro scultore ateniese dell'età di Fidia. Alternativamente, potrebbe essere stato modellato sulla base di un'opera ellenistica classicizzante del tardo IV secolo a.C. Se è del V secolo, Janer Danforth Belson ha sottolineato, è la prima del tipo del "bel gorgoneion" ad apparire nell'arte greca da più di un secolo, e senza precedenti in alcuna rappresentazione contemporanea della testa della Medusa. Martin Robertson, seguendo l'attribuzione di Furtwängler a Fidia, osservava che sarebbe improbabile per il bel viso della Medusa essere giustapposto al bel viso della dea, in cui il gorgoneion conserva la sua spaventosa apparenza arcaica.
Janer Danforth Belson ha sostenuto la tesi che il suo modello fosse stato il gorgoneion su un'egida di bronzo dorato che era un ex voto di Antioco IV ed era appeso sul muro di contenimento sud dell'Acropoli di Atene nel 170 a.C. circa, dove fu notata da Pausania alla fine del II secolo d.C.
Sono state registrate altre sei antiche repliche dello stesso prototipo, apparentemente un bronzo, nessuna di esse di questa qualità.